# 尤雷塔
尤雷塔（西班牙語：Yurreta）是西班牙巴斯克自治区比斯开省的一个市镇。总面积15平方公里，总人口4144人（2001年），人口密度276人/平方公里。